# Pseudorthocladius retusus
Pseudorthocladius retusus är en tvåvingeart som beskrevs av Bhattacharyay och Chaudhuri 1990. Pseudorthocladius retusus ingår i släktet Pseudorthocladius och familjen fjädermyggor. Inga underarter finns listade i Catalogue of Life.